# Базалт
Вижте пояснителната страница за други значения на Базалт.
Базалтът спада към ефузивните вулканични скали. Обикновено има от сив до черен цвят, който се дължи на мафичния му състав, а повърхността му е зърнеста заради бързото охлаждане на лавата. Може да бъде порфирен със съдържание на големи кристали в добре оформен матрикс, везикулярен или на пенеста сгурия.
На Земята повечето базалтови магмени скали са се формирали при декомпресионно стопяване на мантията. Базалтови скали са се формирали също и на Луната, Марс, Венера и на астероида 4 Веста. Така наречените Лунни морета, кои се намират на Луната, са всъщност огромни базалтови равнини.
Химичен състав по компонентно съдържание:

- SiO2 – 52,9%

- Al2O3 – 17,9%

- Fe2O3 – 9,1%

- CaO – 8,5%

- MgO – 5,3%

- K2O + Na2O – 5,1%

- в малки количества TiO2 и SO3
Физико-механични и химични показатели:
- Относително тегло – 2,8 – 2,9 kg/dm3
- Киселиноустойчивост в конц. Н2SO4 – 99,5%
- Алкалоустойчивост: в 35%-тна NaOH – 91,8%
- Абразивно износване по DIN52108 – 4….6 cm 3/50 cm2
- Водопоглъщаемост – 0,0 %
- Твърдост по Моос – 8
- Якост на натиск – 450 N/mm2 по DIN / EN / 1926
- Якост на огъване – 40,8 N/mm2 по DIN /EN / 100
- Термична устойчивост – над 300 °С по DIN/ EN / 28062
- Топлопроводимост при 25 °С ± 5 °С – 1,25 W/m K